# Rožamarija
Rožamarija je žensko osebno ime.

## Izvor imena
Ime Rožamarija je različica ženskega osebnega imena: Roza, lahko pa je tudi različica ženskih osebnih imen Marija in Rozalija.

## Pogostost imena
Po podatkih Statističnega urada Republike Slovenije je bilo na dan 31. decembra 2007 v Sloveniji število ženskih oseb z imenom Rožamarija: 16.

## Osebni praznik
Osebe z imenom Rožamarija lahko godujejo takrat kot osebe z imenom Roza.